# My Morning Jacket
My Morning Jacket es una banda estadounidense. Se formó en 1998 en Louisville, Kentucky, la banda firmó contrato con ATO Records cuatro años más tarde. El apodo de la banda proviene de un abrigo que el cantante Jim James encontró mientras rebuscaba entre los restos de su bar favorito, que se quemó. El abrigo tenía las letras MMJ bordadas. Los compañeros del cantante, guitarrista y compositor James Jim, incluyen al bajo "Two Tone" Tommy, al baterista Patrick Hallahan, al guitarra, saxo y vocalista Carl Broemel y al teclista Bo Kostler.

## Historia
La formación original de My Morning Jacket en 1998 consistía en James (de nombre real James Olliges Jr) a la guitarra, "Two Tone" (de nombre real Tom Blankenship ) al bajo, J. Glenn (de nombre real J. Roberts) a la batería y Johnny Quaid (de nombre real John McQuade)a la otra guitarra. En 2000 se unió Danny Cash, diseño y teclados. A finales de 2000 J. Glenn dejó la banda y fue brevemente reemplazado por Chris Guetig, y más tarde (en mayo de 2002) por Hallahan, amigo de la infancia de James. En 2004 Quaid y Cash dejaron amigablemente la banda, siendo reemplazados por Broemel y Koster. The Tennessee Fire, el debut de la banda, fue editado en 1999 en Darla Records, como lo sería At Dawn dos años más tarde. En 2003 grabaron It Still Moves, su debut en una gran discográfica. Después de la publicación del álbum la banda ofreció a los fanes un EP en vivo Acoustic Citsuoca. Este EP mostraba el talento vocal de James, unidos a una instrumentación minimalista y una ausencia total de reverberación. Después de tres álbumes y múltiples EP la banda publicó dos colecciones de trabajos previos, que incluían antiguas demos, versiones en directo y versiones. Estos discos, titulados Early Recordings. Chapter 1 -The Sandworm Cometh y Early Recordings. Chapter 2 -Learning, documentan la formación y progreso de la banda en sus primeros años.

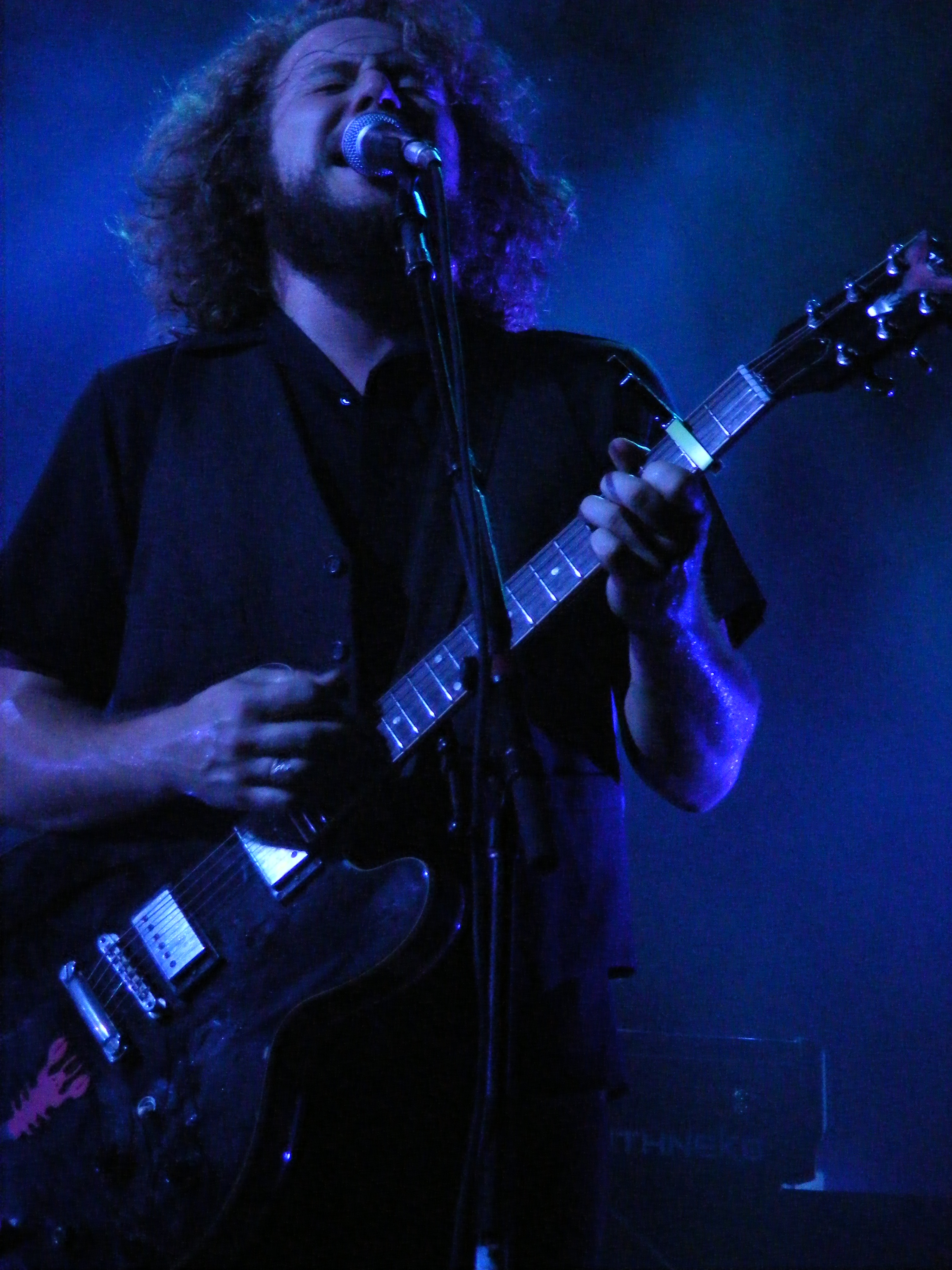
Jim James tocando en San Diego durante la gira de 2008 por EE. UU.

My Morning Jacket formaron parte del Bonnaroo Music Festival en 2003, 2004, 2005 y 2006, siendo la única banda invitada al festival cuatro veces seguidas. El concierto de la banda en 2004 ha sido citado por muchos fanes como uno de los más legendarios de la historia de la banda. Ha sido apodado como "the Return to Thunderdome" debido la gran tormenta eléctrica desatada en el cierre del concierto, con "Steam Engine". Los conciertos de 2004 y 2005 han sido editados como descargas oficiales en la web de Bonnaroo. La banda tocó tres horas y media en Bonnaroo el 16 de junio de 2006. Hicieron versiones de The Flying Burrito Brothers, The Velvet Underground, The Who, The Band, The Rolling Stones y The Misfits. Un vídeo del show estaba disponible vía Internet a la tarde siguiente. A principios de 2005 James apareció en el álbum de Bright Eyes I'm Wide Awake, It's Morning y en dos temas del álbum de M. Ward Transistor Radio. En octubre del mismo año la banda publicó Z, que mostraba la grata evolución de la banda, y el álbum fue aclamado por la crítica. My Morning Jacket también hicieron acto de presencia en la película de 2005 de Cameron Crowe, Elisabethtown, como la ficticia banda sureña Ruckus, interpretando una versión casi exacta del "Free Bird" de Lynyrd Skynyrd. Sus temas "Where to Begin" y "Same in any Language" también figuraban en la banda sonora del filme. Austin City Limits emitió la actuación de My Morning Jacket el 11 de febrero de 2006 y el 30 de abril de 2006 aparecieron en el Coachella Valley Music Festival. My Morning Jacket también actuó en 2006 en el High Sierra Music Festival el 30 de junio y el 1 de julio. A James se le concedió un Esky como mejor cantautor en los Premios Musicales Esky en su edición de abril.

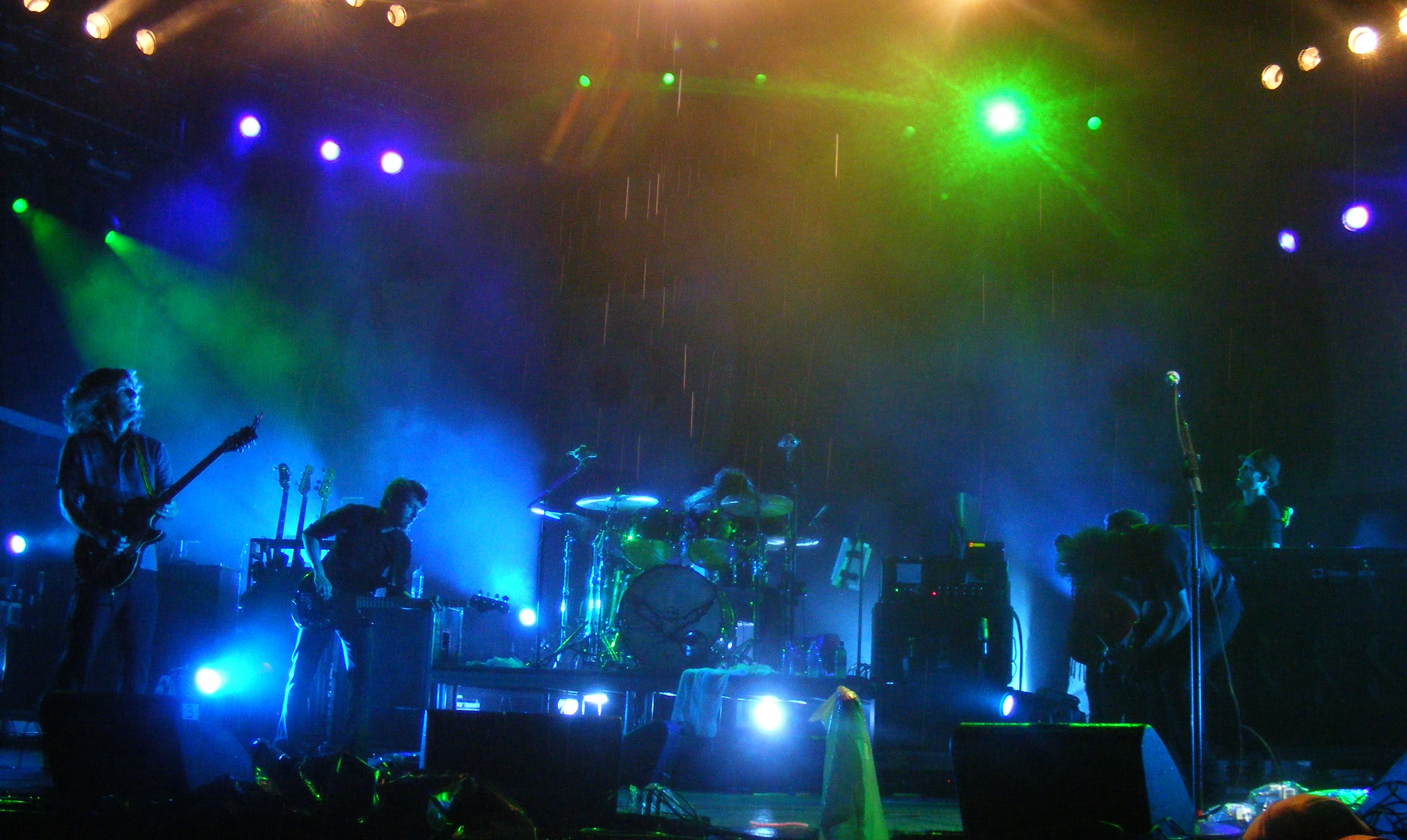
My Morning Jacket in the midst of their four-hour set at Bonnaroo 2008 on June 14th.

My Morning Jacket abrió para Pearl Jam durante la primera parte de su tour de 2006, comenzando el 9 de mayo en Toronto, Ontario y terminando el 3 de junio en East Rutherford, Nueva Jersey. Fueron invitados a abrir el show también en Europa, que comenzaba en septiembre, incluyendo algunas noches como cabeza de cartel, tocando solos. El 8 de junio fueron invitados musicales del Show de David Letterman; durante cuya actuación se les unieron algunos miembros de Boston Pops, con quienes tocarían un par de shows en el Symphony Hall de Boston a finales de mes. Tocarán en el show de Conan O'Brien el 29 de noviembre.
Para la grabación de Circuital, la banda montó un estudio en una iglesia del siglo XIX en su ciudad natal, Louisville, buscando capturar un sonido diferente al registrado en su trabajo anterior, grabado en Manhattan, con equipos análogos y temperaturas de hasta cuarenta grados. El álbum cuenta con la producción de Tucker Martine, miembro de Decemberist, fue grabado tocando las canciones en directo en 24 pistas, con todos los músicos formando un círculo, acción que inspiró el título del disco. Tras la publicación de The Waterfall en 2015, la banda continuó su trayectoria con The Waterfall II (2020), un disco sorpresa compuesto por temas inéditos de las mismas sesiones. En 2021 lanzaron un álbum homónimo, My Morning Jacket, que marcó su regreso con nuevo material tras una pausa. Su décimo trabajo de estudio, titulado is, llegó en marzo de 2025, producido por Brendan O’Brien. 

## Discografía

### Álbumes
- The Tennessee Fire (13 de julio de 1999)
- At Dawn (5 de junio de 2001)
- It Still Moves (9 de septiembre de 2003)
- Z (4 de octubre de 2005)
- Evil Urges (10 de junio de 2008)
- Circuital (31 de mayo de 2011)
- The Waterfall[1] (4 de mayo de 2015)
- The Waterfall II (10 de julio de 2020)
- My Morning Jacket (22 de octubre de 2021)
- Is (21 de marzo de 2025)[2]

### EP
- Heartbreakin Man (2000)
- My Morning Jacket Does Bad Jazz (2000)
- We Wish You a Merry Christmas and a Happy New Year! a.k.a. My Morning Jacket Does Xmas Fiasco Style! (2000)
- My Morning Jacket Does Gold Hole (2001)
- Split EP (2002)
- Chocolate and Ice (2002)
- Sweatbees (2002)
- Run Thru (2003)
- Acoustic Citsuoca (2004)
- Off the Record (2005)
- I'm Amazed (2008)

### Recopilaciones
- Early Recordings Chapter 1 -The Sandworm Cometh (23 de noviembre de 2004)
- Early Recordings Chapter 2 -Learning (23 de noviembre de 2004)
- At Dawn/Tennessee Fire Demos Package (junio de 2007)

### Directos (En vivo)
- Okonokos (26 de septiembre de 2006); Okonokos (DVD) (31 de octubre de 2006)
- Live from Las Vegas Exclusively at the Palms]] (13 de enero de 2009)
- Celebración de la Ciudad Natal (18 de abril de 2009)
- MMJ Live vol. 1: Live 2015 (2022)